# Ariamnes laau
Ariamnes laau es una especie de arácnido del orden de la arañas (Araneae) y de la familia Theridiidae. Originaria de Maui en Hawái.

## Etimología
Su nombre viene de la palabra hawaiana laau (palo) y hace referencia al nombre genérico de estas arañas.

## Hábitat
A. laau se encuentra en bosques montanos húmedos en la isla de Maui. La especie parece ser en gran parte de vida libre, pero se ha encontrado en las telarañas de Orsonwelles.